# Svilengrads järnvägsstation

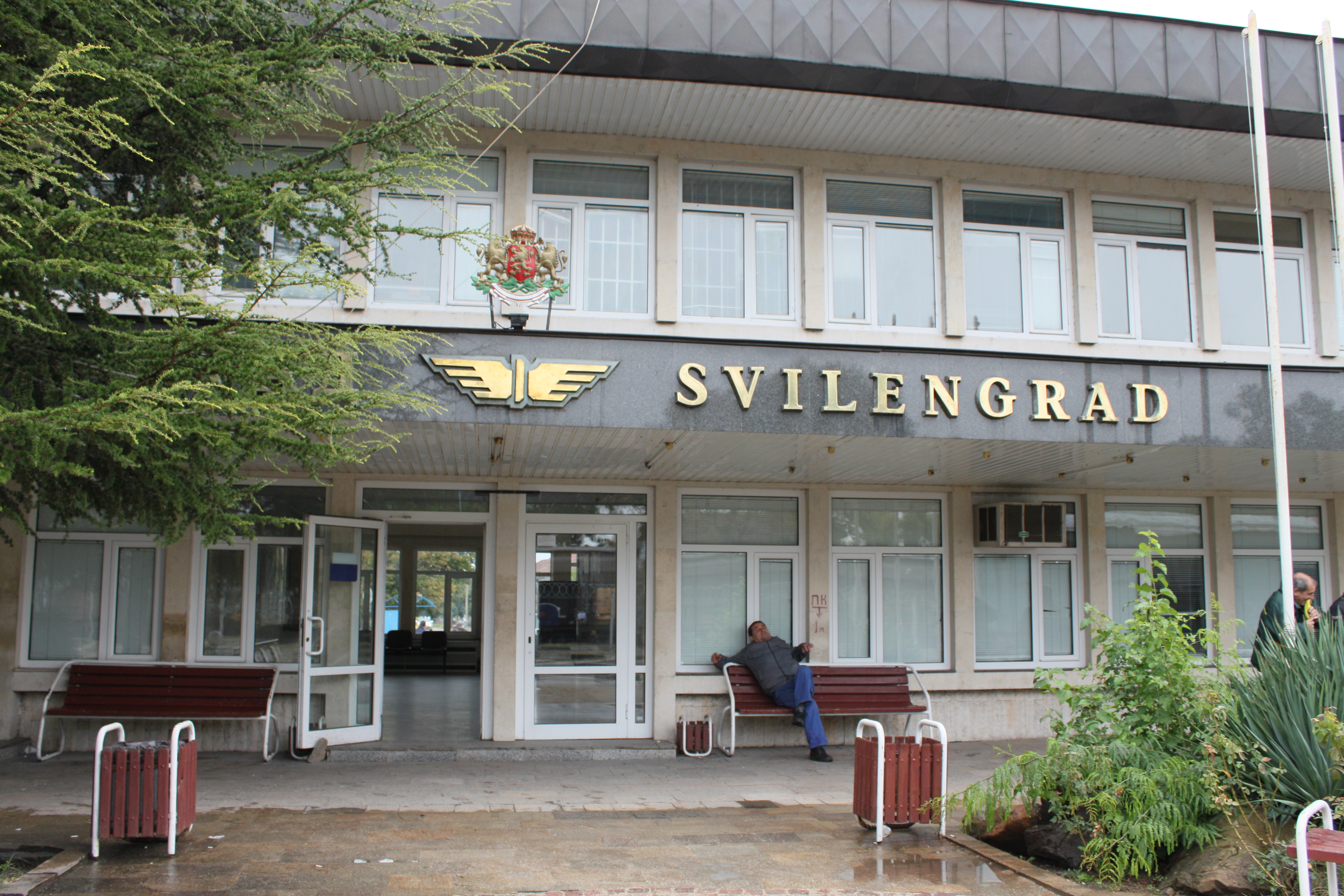
Entré till Svilengrads järnvägsstation

Svilengrads järnvägsstation ligger i Svilengrad i Bulgarien och är en gränsstation och ligger vid gränsen till Turkiet. Stationen ligger även vid gränsen till Grekland. Detta är den sista stationen på järnvägslinjen mellan Sofia och Istanbul som ligger på den bulgariska sidan om gränsen. Nästa station ligger i Turkiet. Stationen öppnades 1874 av ett bolag som då hette Chemins de fer Orientaux som var en del av järnvägen mellan Istanbul och Wien. Stationen trafikeras vanligtvis av tåg mot orter som Istanbul, Sofia, Belgrad och Bukarest.